# Weißer Rosmarinapfel
Der Weiße Rosmarinapfel (auch: Weißer Italienischer Rosmarinapfel, ital. Mela di Rosmarino, Rosmarina Bianca) ist eine Sorte des Kulturapfels (Malus domestica).
Er gilt als hervorragender Tafelapfel und gehörte früher zu den gängigen Anbausorten in Südtirol (im Jahr 1929 sieben Prozent der dortigen Anlieferungsmenge). In der Gegend um Bozen ist er schon seit etwa 1798 bekannt.
Die Frucht ist mittelgroß bis groß, hoch gebaut und bei Vollreife hellgelb gefärbt mit sonnenseits leichter Rötung. Der Baum verlangt einen nährstoffreichen Boden und warme Lage.